# The Legend of Aang: The Last Airbender
The Legend of Aang: The Last Airbender är en kommande animerad kampsports-fantasyfilm, med premiär planerad till 2026. Filmen är regisserad av Lauren Montgomery tillsammans med William Mata. Filmen är en fortsättning på Nickelodeons animerade TV-serie Avatar: Legenden om Aang från 2005, och kommer bli den första produktionen av Avatar Studios. 
Filmen är planerad att ha biopremiär i USA den 30 januari 2026, utgiven av Paramount Pictures. Premiären var tidigare planerad till den 10 oktober 2025.

## Rollista (i urval)

### Engelska originalröster
- Eric Nam – Aang
- Dionne Quan – Toph Beifong
- Jessica Matten – Katara
- Román Zaragoza – Sokka
- Dave Bautista[3]
- Steven Yeun[4]

## Produktion
I februari 2021 tillkännagav ViacomCBS under deras årliga investerardag bildandet av Avatar Studios, en ny division av Nickelodeon som är dedikerad till att skapa projekt baserade på de animerade TV-serierna Avatar: Legenden om Aang och The Legend of Korra. Serieskaparna och exekutiva producenterna Michael Dante DiMartino och Bryan Konietzko skulle fungera som kreativa chefer för studion. Det tillkännagavs också att studions första projekt skulle vara en animerad biofilm som skulle börja produceras senare under 2021.
I juni 2022 blev det klart att Lauren Montgomery, en före detta storyboard artist i originalserien och producent för The Legend of Korra, skulle regissera filmen. I juli 2022 avslöjade Janet Varney, som gjorde Korras röst, att handlingen i filmen skulle kretsa kring originalseriens karaktärer. En förhandsvisning av filmen visades vid Paramount Pictures CinemaCon-presentation i april 2023, där det bekräftades att filmen skulle följa karaktärerna i deras unga vuxna ålder.
I april 2025 blev The Legend of Aang: The Last Airbender tillkännagivet som filmens titel.